# Leontxo García
Leontxo García Olasagasti (Irún, 12 de febrero de 1956) es un conferenciante, presentador, comentarista y periodista español especializado en ajedrez.

## Biografía
Leontxo García llegó al ajedrez relativamente tarde: aprendió a jugar en el colegio, cuando tenía 13 años, pero no fue hasta los diecisiete cuando comenzó a competir en serio. 
En 1975, con 19 años de edad, se convirtió en campeón absoluto de Guipúzcoa y seis años más tarde, en 1981, consiguió el título de Maestro FIDE. Más tarde logró dos normas de Maestro Internacional y todo apuntaba a que se dedicaría a jugar ajedrez cuando el diario Deia le propuso, en 1983, ser enviado especial en los duelos Kaspárov-Korchnói y Smyslov-Ribli (Londres). Fue entonces cuando descubrió que su vocación por el periodismo era aún más fuerte que la de jugador y poco después dejó de participar en competiciones.
De Deia Leontxo pasó a la Agencia France Presse, la Agencia EFE y La Gaceta del Norte; después trabajó para la Cadena SER y, finalmente, para El País —en 1985 fue enviado especial en Moscú durante dos meses y medio para el segundo duelo Kaspárov-Kárpov; tiene en este periódico una columna diaria sobre ajedrez y la sección de vídeos El Rincón de los Inmortales— y Radio Nacional de España (1986). En esos años colaboró también con otros medios, como Radio Moscú, la desaparecida revista El Globo y, más tarde, el diario argentino La Prensa. 
Durante el Mundial Kaspárov-Kárpov de Sevilla 1987 presentó 50 programas especiales en TVE. 
Leontxo dirigió durante diez años la revista Jaque (1991-2001) y ha dado conferencias de ajedrez en 35 países.
Dirigió y presentó la serie En Jaque, de 39 programas, emitida por TVE (1990-1991), y produjo con Kaspárov la colección La pasión del ajedrez, que contenía 64 fascículos y 25 vídeos, en la Editorial Salvat (1998-1999).
Monitor de Ajedrez del Gobierno Vasco (1985), tiene experiencia como entrenador de niños. Desde 2002 ha dedicado gran parte de su tiempo a la difusión del ajedrez como herramienta educativa. Más de 30.000 maestros de escuela han asistido a sus conferencias, talleres (junto a la psicopedagoga Lorena García) y seminarios (como director de ponentes de la Fundación Kaspárov para Iberoamérica).
Forma parte del equipo de especialistas y expertos en ajedrez educativo de la "Fundación Kaspárov de Ajedrez para Iberoamérica". Es además director de su equipo internacional de ponentes, ha participado a través de la fundación entre el 2014 y el 2019 en más de 100 seminarios de capacitación, sensibilizando a miles de docentes en la enseñanza del ajedrez como una poderosa herramienta pedagógica.
Ha retransmitido en múltiples ocasiones los comentarios ajedrecísticos en los más importantes torneos internacionales, como el de Ciudad de Linares, Final de Maestros del Grand Slam (Bilbao, Shanghái y Sao Paulo), Copa del Mundo, Campeonatos del Mundo, etc. Pero su labor periodística no se limita al juego-ciencia; ha escrito también sobre otros deportes —fue enviado especial de El País en los Juegos Olímpicos de Sídney 2000; produjo y presentó la serie Destino Atenas sobre los 28 deportes olímpicos en Radio Nacional (2004); y escribió un libro sobre Radomir Antić— y sobre política internacional. Su segunda especialidad deportiva es el balonmano, y ha cubierto varios Campeonatos del Mundo y de Europa para El País, Radio Nacional y la Agencia Colpisa. 
Desde 2007 Leontxo tuvo una sección fija (los domingos, a las 09.20) en el programa No es un día cualquiera, con Pepa Fernández, de Radio 1 (RNE). En 2014 colaboró con el programa A vivir que son dos días, que emite la Cadena Ser los fines de semana.
De sus secciones en El País, la más popular es la serie El Rincón de los Inmortales, que ha derivado en la creación de un meme, traducido a varios idiomas, donde una imagen de Leontxo aparece ligada a la expresión "maravillosa jugada". Crea vídeos desde el año 2015 y se «El vendedor de vino que tumbó al número uno del mundo». En estos vídeos comenta y analiza partidas de ajedrez, no solo de los grandes maestros más reconocidos, sino también de otros jugadores que, aunque no hayan conseguido la misma fama o reconocimiento universal, sí merecen mención por la belleza de algunas de sus partidas.
Divulgador del ajedrez, Leontxo impulsa la enseñanza de este juego en escuelas españolas y de otros países, tanto a los niños, como a los adultos. «El ejercicio regular del ajedrez mejora el envejecimiento cerebral e incluso podría ser útil para prevenir el alzhéimer y otras demencias seniles», dice al respecto.
Leontxo sostiene que “el mundo necesita el ajedrez más que nunca”. Y lo explica así: "La mayoría de la gente tiende a pensar cada vez menos. Lo dijo hace poco el eminente filósofo Sloterdijk en El País: «La vida actual no invita a pensar». Y el escritor uruguayo Washington Abdala acaba de publicar El Homus Idiotus (2019). Necesitamos contrapesos de esa tendencia a la idioticracia. Y nada mejor que un juego apasionante que consiste en pensar, donde la suerte no influye, cuya enorme utilidad pedagógica, social y terapéutica está avalada por estudios científicos y experiencias internacionales durante más de un siglo. En el ámbito concreto de la educación innovadora, el ajedrez aporta muchísimo".
Para Leontxo García el mejor ajedrecista de todos los tiempos, "el más completo ha sido Kaspárov, por su talento, trabajo y energía". "Cuando se sentaba ante el tablero sus rivales tenían la sensación de pelear contra una fuerza de la naturaleza".
Tras la elección, en octubre de 2018, del ruso Arkady Dvorkóvich como presidente de la Federación Internacional (FIDE), Leontxo aceptó -el 1 de enero de 2019- el puesto de consejero para ajedrez educativo de ese organismo, al que ha criticado duramente a lo largo de su carrera como periodista. Entre sus conferencias con ese nuevo cargo, dio una en el Congreso de la Nación Argentina (febrero), y otra en el Senado de México (agosto).
En octubre de 2019 García firmó un contrato con Acción Cultural Española para que el ajedrez formase parte de la imagen de España en la Expo Universal Dubái 2020, donde sería además uno de los comisarios del Pabellón Español. Pocos días después, la Fundación Judit Polgar le entregó en Budapest el premio de Embajador de Ajedrez. Y a finales de noviembre, en una gala en Mónaco, la Unión Europea de Ajedrez lo distinguió con el Peón de Oro al mejor periodista especializado, en su primera edición.

## Premios y distinciones
- Campeón absoluto de Guipúzcoa 1975.
- Premio a la mejor cobertura del Campeonato del Mundo de 1986 en Leningrado (San Petersburgo), otorgado por el Comité de Deportes de la URSS.[3]
- Premio de la Universidad de Oviedo a los 39 programas de la serie En Jaque, de TVE (1990-91), «por su excepcional difusión de la cultura».[3]
- Inclusión en 1999 en el Libro de Oro de la Federación Internacional (FIDE) «por su excepcional contribución al desarrollo del ajedrez».[3]
- Premio Nacional de Ajedrez 2008, por su difusión del ajedrez en el año anterior.[22]
- Medalla al Mérito Deportivo 2011 del Consejo Superior de Deportes de España
- Premio Goodwill Ambassador of Chess, por sus esfuerzos para impulsar el ajedrez en la educación (Embajador de Ajedrez, Fundación Judit Polgar, Global Chess Festival, Budapest, octubre de 2019)[18]
- Peón de Oro como mejor periodista especializado, Unión Europea de Ajedrez[20]

## Libros
- Magistral Ciudad de León, 20 años de ajedrez, coautor, junto con el gran maestro paraguayo Zenón Franco Ocampos, Editorial MIC, 2008
- Radomir Antić: Jaque a la liga, Plaza y Janés, 1996. El entrenador de fútbol revela sus métodos de entrenamiento, cómo revolucionó al Atlético de Madrid y muestra parte de su vida trepidante.
- Ajedrez y ciencia, pasiones mezcladas, Editorial Crítica, Barcelona 2013.